# Kościół św. Trójcy w Bydgoszczy

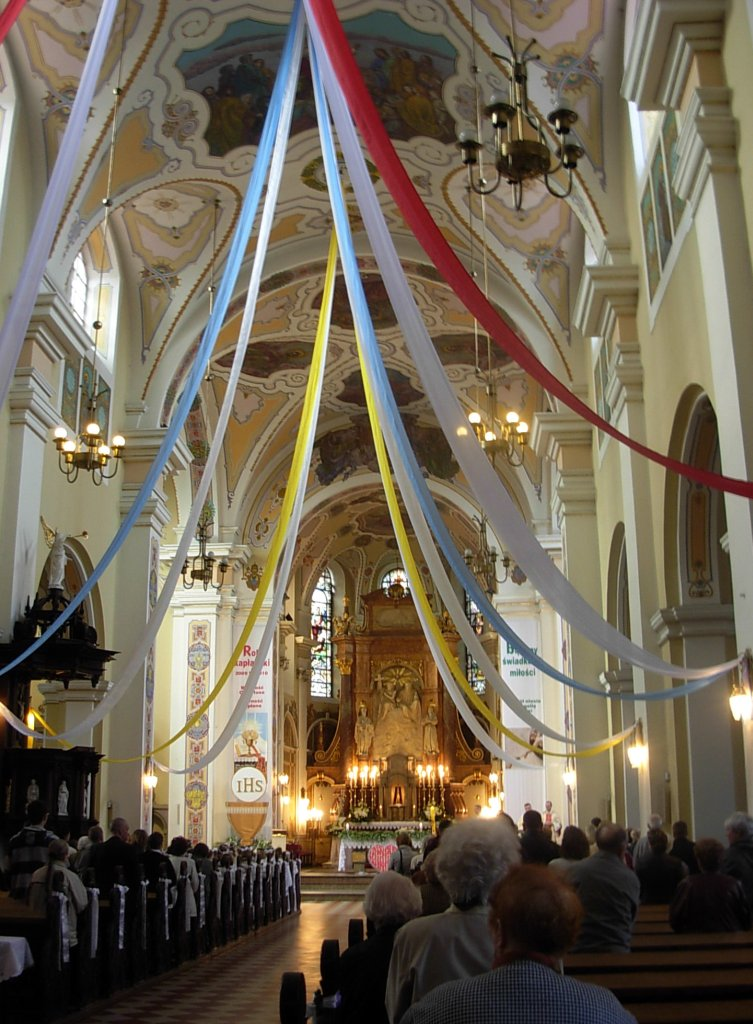
Nawa główna

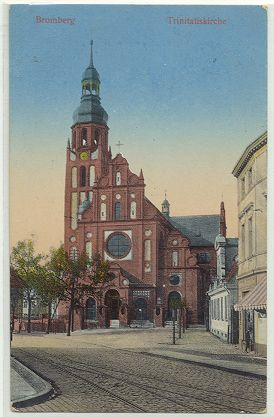
Widok od strony ul. św. Trójcy w 1917 roku

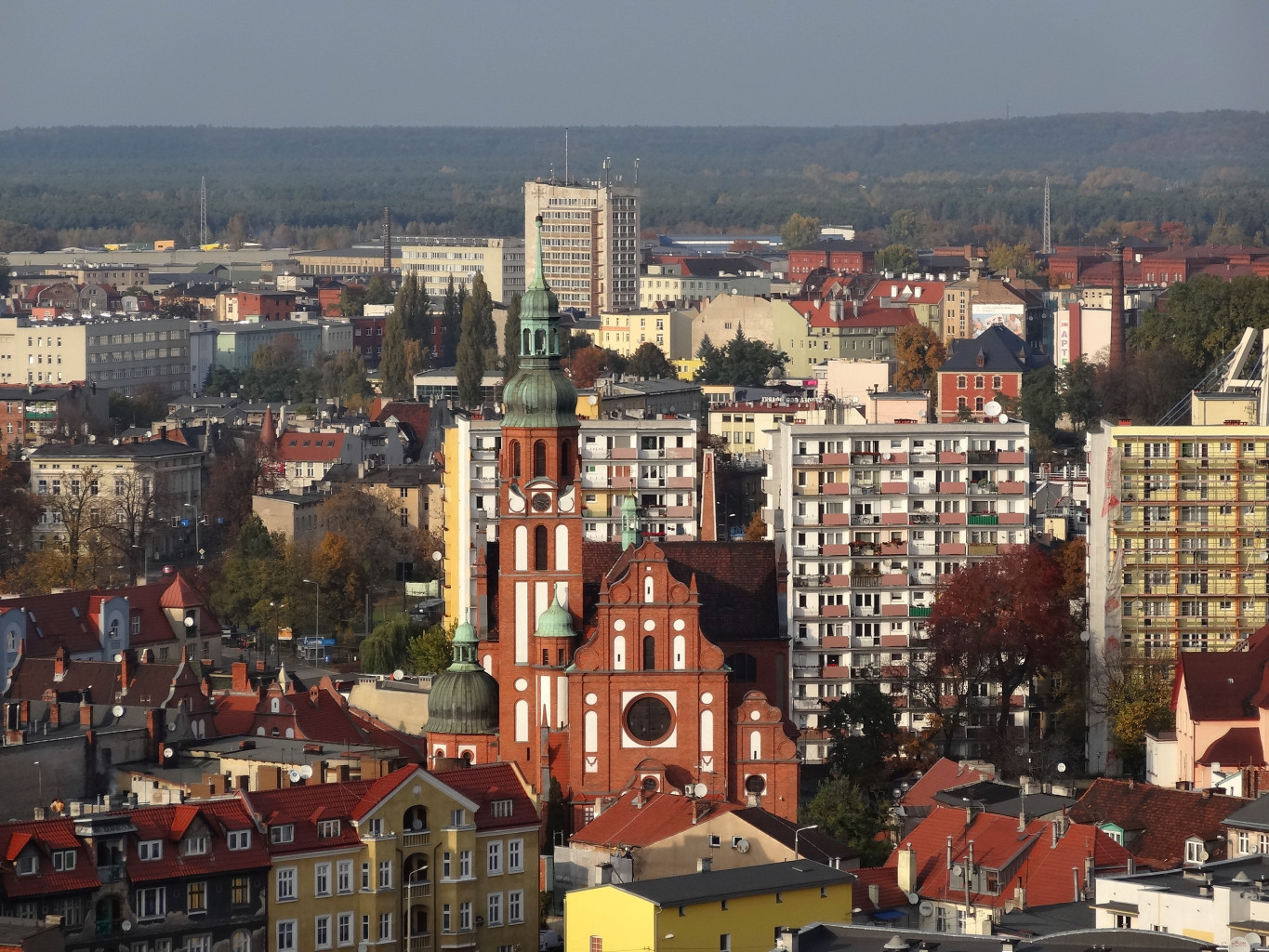
Widok z wieży ciśnień

Kościół Świętej Trójcy w Bydgoszczy – kościół położony w Bydgoszczy, którego patronem jest Trójca Święta.

## Położenie
Kościół znajduje się przy ul. Świętej Trójcy na dawnym Przedmieściu Poznańskim, obecnie obrzeżu Starego Miasta w Bydgoszczy.

## Historia
Obecny kościół św. Trójcy w Bydgoszczy powstał na fundamentach wcześniejszej gotyckiej świątyni, która istniała ponad 250 lat.

### Historia kościoła staropolskiego
Na miejscu obecnego kościoła w latach 1550–1829 istniał orientowany, murowany kościół św. Trójcy, z ozdobnym szczytem zachodnim, otoczony cmentarzem. Został ufundowany przez mieszczan bydgoskich, zamieszkujących przedmieście Poznańskie. Rozbiórka świątyni nastąpiła na polecenie władz pruskich.

### Historia kościoła nowożytnego
Za początek nowej historii kościoła pw. św. Trójcy uznaje się wspólne spotkanie katolików polskich i niemieckich, które odbyło się 29 listopada 1895 r. Uznano na nim pilną konieczność budowy nowych kościołów katolickich w mieście, które w II połowie XIX wieku znacznie zwiększyło liczbę mieszkańców, w tym katolików. Orędownikiem tej inicjatywy był proboszcz parafii farnej ks. dr Józef Choraszewski (1834–1899). Nabył on z własnych funduszy dwie parcele na dzisiejszej ul. Seminaryjnej z myślą o przeznaczeniu ich pod nowy kościół oraz zamówił projekt u bydgoskiego budowniczego Józefa Święcickiego. Koncepcja przedstawiała budowlę trójnawową, czteroprzęsłową, z wieloboczną apsydą i transeptem, zwieńczonym kopułą. Z neorenesansowym charakterem elewacji frontowej kontrastowały gwiaździste sklepienia przykrywające poszczególne nawy.
W 1902 r. kolejną koncepcję świątyni wykonał urzędnik rejencyjny Roman Ziemski, a w 1903 r. proboszcz parafii farnej Ryszard Markwart zlecił projekt architektowi Rogerowi Sławskiemu. Koncepcja świątyni w barokowej stylistyce została przedłożona przez niego w sierpniu 1903 r. Była ona twórczym rozwinięciem pracy Ziemskiego z zachowaniem ustalonych wcześniej parametrów budowli: 37 m długości, 21 m szerokości, 1,2 tys. pojemności wiernych. Kościół posiadał układ bazylikowy czteroprzęsłowy, z wieżą wyrastająca z dachu. Neobarokową fasadę wieńczył tympanon z płaskorzeźbą Chrystusa na krzyżu w aureoli promieni glorii. Całość ujęta była w pilastry oraz zaakcentowana obeliskami.
Po uzyskaniu zgody na budowę u władz kościelnych i ustaleniu lokalizacji świątyni na dawnym cmentarzu Świętej Trójcy, podjęto trudne pertraktacje z władzami pruskimi, niechętnymi dla polskich katolików. W 1904 r. w Bydgoszczy odbyła się konferencja z udziałem wyższych urzędników Ministerstwa Kultury z Berlina, podczas której zaakceptowano potrzebę budowy kościoła dla polskich katolików, lecz jednocześnie uzależniono pozwolenie na budowę od zgody arcybiskupa poznańsko-gnieźnieńskiego na utworzenie odrębnej, filialnej parafii niemiecko-katolickiej w Bydgoszczy. Proboszcz parafii farnej ks. Ryszard Markwart odebrał tę decyzję jako polityczną, której celem było ekonomiczne osłabienie kościoła katolickiego. Władzom pruskim zależało na utrzymywaniu rozłamu między polską i niemiecką częścią parafii i uniezależnieniu jej od wpływu polskiego proboszcza. Patowa sytuacja zakończyła się ostatecznie ugodą zawartą 13 lutego 1906 r. między arcybiskupem Edwardem Likowskim, a Pruskim Ministerstwem Kultury.
Przewidywała ona budowę w Bydgoszczy dwóch sukursalnych kościołów katolickich - jednego dla Niemców (fundowanego przez władze państwowe), a drugiego dla Polaków (fundowanego ze składek społecznych).
W momencie rozpoczęcia procedur administracyjnych tajemniczą sprawą było zaginięcie gotowego projektu świątyni, prawdopodobnie w Ordynariacie w Poznaniu. W tej sytuacji arch. Roger Sławski wykonał nowy, okazalszy projekt, zgodnie z oczekiwaniami społeczności polskiej, obawiającej się niekorzystnego kontrastu z planowanym kościołem niemieckim. Tym razem świątynia miała pomieścić 3 tys. wiernych i nie odbiegać bogactwem architektonicznym od kościoła Najświętszego Serca Pana Jezusa wznoszonego dla społeczności niemieckiej przez rząd pruski. Pierwsze szkice nowego kościoła powstały w październiku 1907 r., zaś cały projekt w 1908 r. 9 grudnia 1909 r. wydano pozwolenie na budowę.
5 lipca 1910 r. odbyła się uroczystość położenia kamienia węgielnego. Podczas wykopów natrafiono na szczątki ludzkie z dawnego cmentarza. Stan surowy osiągnięto jesienią 1911 r. Pracami kierował wyznaczony przez Sławskiego architekt Ludwig Jurkiewicz.
Budowę świątyni ukończono jesienią 1912 r., a konsekrowano 18 maja 1913 r. przez sufragana gnieźnieńskiego Wilhelma Kloske. Fundusze na budowę pochodziły ze składek społeczności polskiej w Bydgoszczy i okolicy (113 tys. marek plus pożyczka bankowa 80 tys.) oraz od kurii gnieźnieńskiej (80 tys. marek) i papieża Piusa X (8 tys. marek).
Zasługuje na uwagę fakt, że w kościele tym odprawiano nabożeństwa wyłącznie w języku polskim i jest to jedyna polska świątynia katolicka, której władze niemieckie pozwoliły powstać w Bydgoszczy w okresie zaborów.
Kościół został wybudowany wraz z zespołem zabudowań parafialnych w stylu neobarokowym. Prace wykończeniowe wnętrz prowadził w latach 20. XX w. Adam Ballenstaedt z Poznania. Rzeźby do ołtarzy wykonał Władysław Marcinkowski z Poznania, a witraże Wiktor Gosieniecki z Gniezna.
W kaplicy pw. Matki Boskiej Częstochowskiej umieszczono obraz maryjny przeniesiony z pierwotnego kościoła.
Kościół początkowo pełnił funkcję filii bydgoskiej fary.
W 1924 r. erygowano parafię dekretem ks. kard. Edmunda Dalbora.
W okresie międzywojennym ostatecznie ukończono wystrój świątyni, zamontowano organy, wykonano polichromie oraz urządzono cmentarz parafialny na dzisiejszym osiedlu Błonie. W latach 1972–1995 w świątyni wykonano szereg modernizacji i remontów, w tym elewacji, konstrukcji nośnej dachu, organów. Blachą miedzianą pokryto kopuły kaplicy, wieży kościoła i plebanii.
19 maja 2013 r. o godzinie 12.00 odbyła się msza dziękczynna z okazji 100-lecia konsekracji kościoła pod przewodnictwem ordynariusza diecezji bydgoskiej biskupa Jana Tyrawy. Msza została poprzedzona wizytacją duszpasterską, która rozpoczęła się 18 maja 2013 r.

## Charakterystyka

### Styl architektoniczny[5]
Kościół zbudowany został w stylu neobaroku, z ceglaną elewacją i z tynkowanymi płycinami.
Charakteryzuje się układem bazylikowym z transeptem, który nie ma precedensu w katolickim budownictwie Bydgoszczy. Bryła kościoła jest niesymetryczna.
Kościół ma 1038 m² powierzchni użytkowej, kubaturę 16 tys. m³.
Świątynia jest trójnawowa, z prezbiterium zamkniętym trójbocznie, skierowanym na północ. Do nawy północnej, od zachodu przylega ośmiobocznie zwieńczona wieża o wysokości 52 m oraz półkolista kaplica Matki Boskiej Częstochowskiej, której wezwanie nawiązuje do głównego ołtarza pierwotnej gotyckiej świątyni.
Fasada, ściana szczytowa, wieża zdobione są typowymi dla baroku elementami: spływami wolutowymi i obeliskami. Barokizujące są również hełmy kaplicy, zakrystii, wieży i klatki schodowej prowadzącej na chór.
W nawie głównej zastosowano sklepienia kolebkowe z lunetami, a w nawach bocznych kolebkowo-krzyżowe. 
Wnętrze rozdzielają półkoliste arkady z pilastrami. Polichromia wnętrza została wykonana w 1926 r. przez Leona i Władysława Drapiewskich.
Elementy wyposażenia, takie jak: ławki, ambona, konfesjonały, droga krzyżowa oraz układ posadzki zostały zaprojektowane przez Rogera Sławskiego.
Świątynię zrealizowano w czerwonej cegle, w wątku krzyżowym. Takie rozwiązanie upamiętnia pierwotny, gotycki kościół.

### Ołtarz
W prezbiterium znajduje się kamienna rzeźba Trójcy Świętej z bocznymi postaciami: św. Kazimierza królewicza oraz św. Wojciecha, wykonana przez Władysława Marcinkowskiego z Poznania. Tło tworzą witraże autorstwa Wiktora Gosienieckiego.

### Organy
Bogactwem kościoła są ponad 40-głosowe zabytkowe organy zbudowane w 1912 roku przez Paula Voelknera, legendarnego organmistrza. Kościół charakteryzuje się niespotykaną nigdzie indziej, specyficzną akustyką.

## Galeria

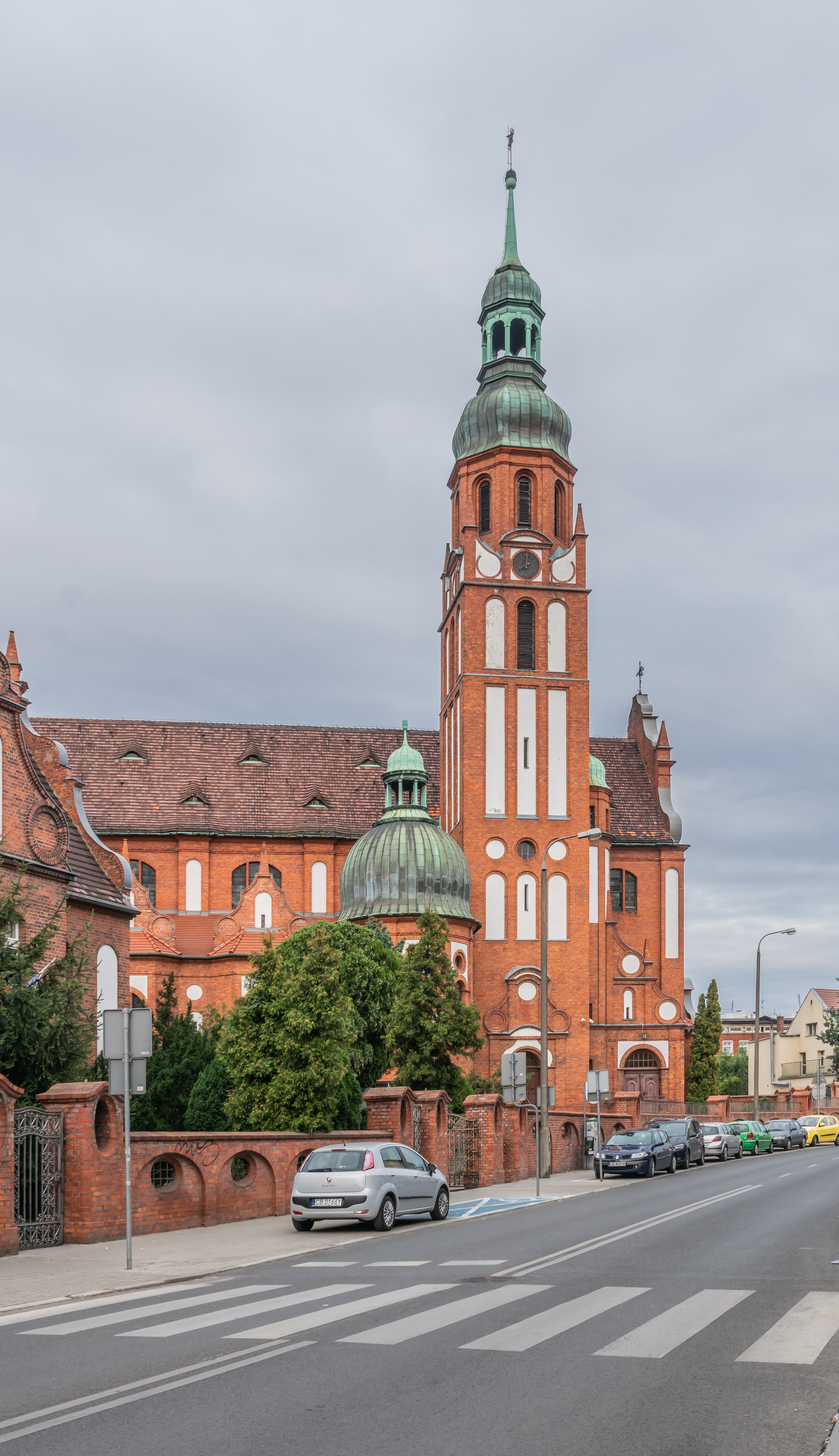
Widok od ul. Świętej Trójcy
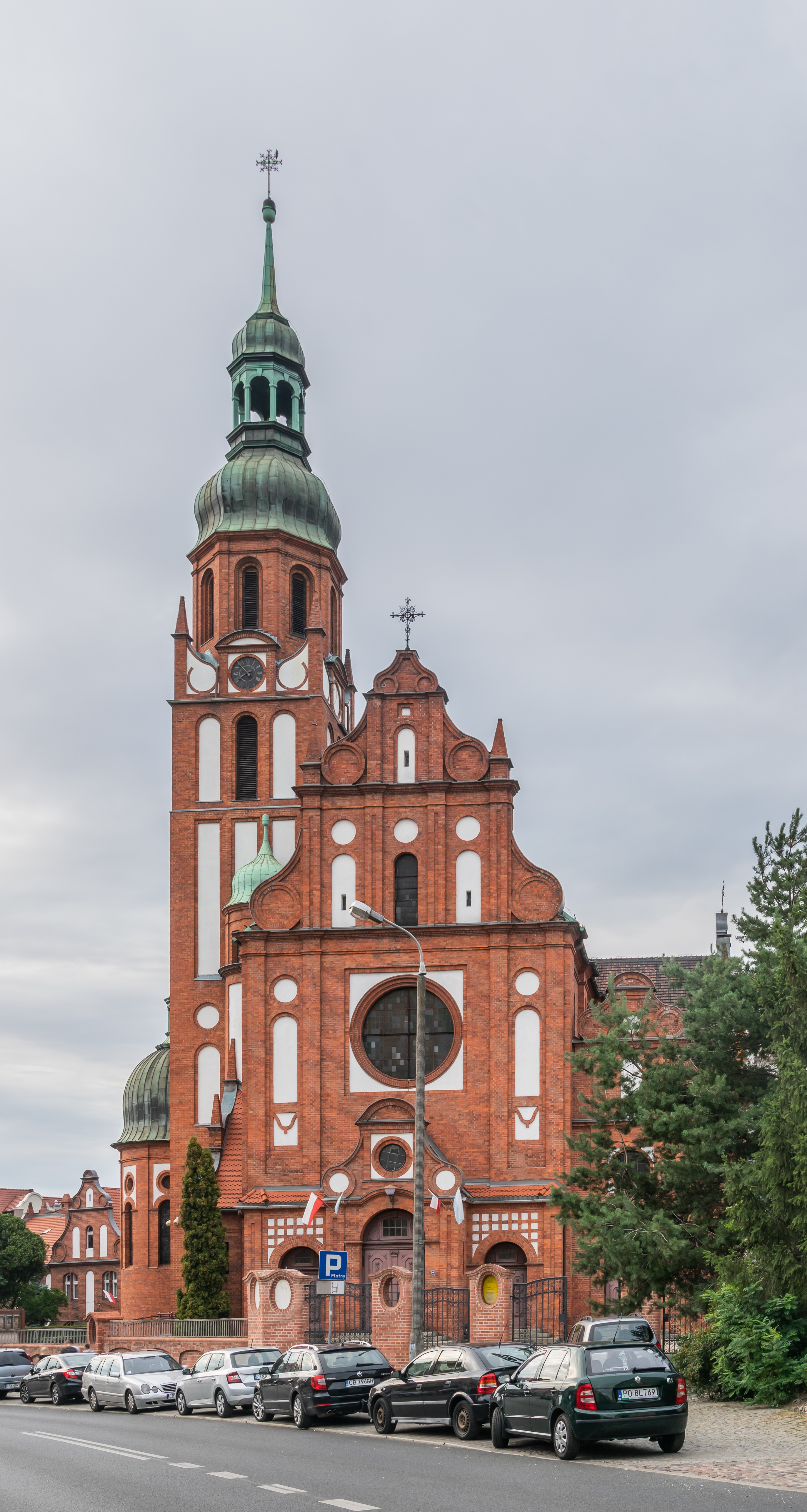
Front
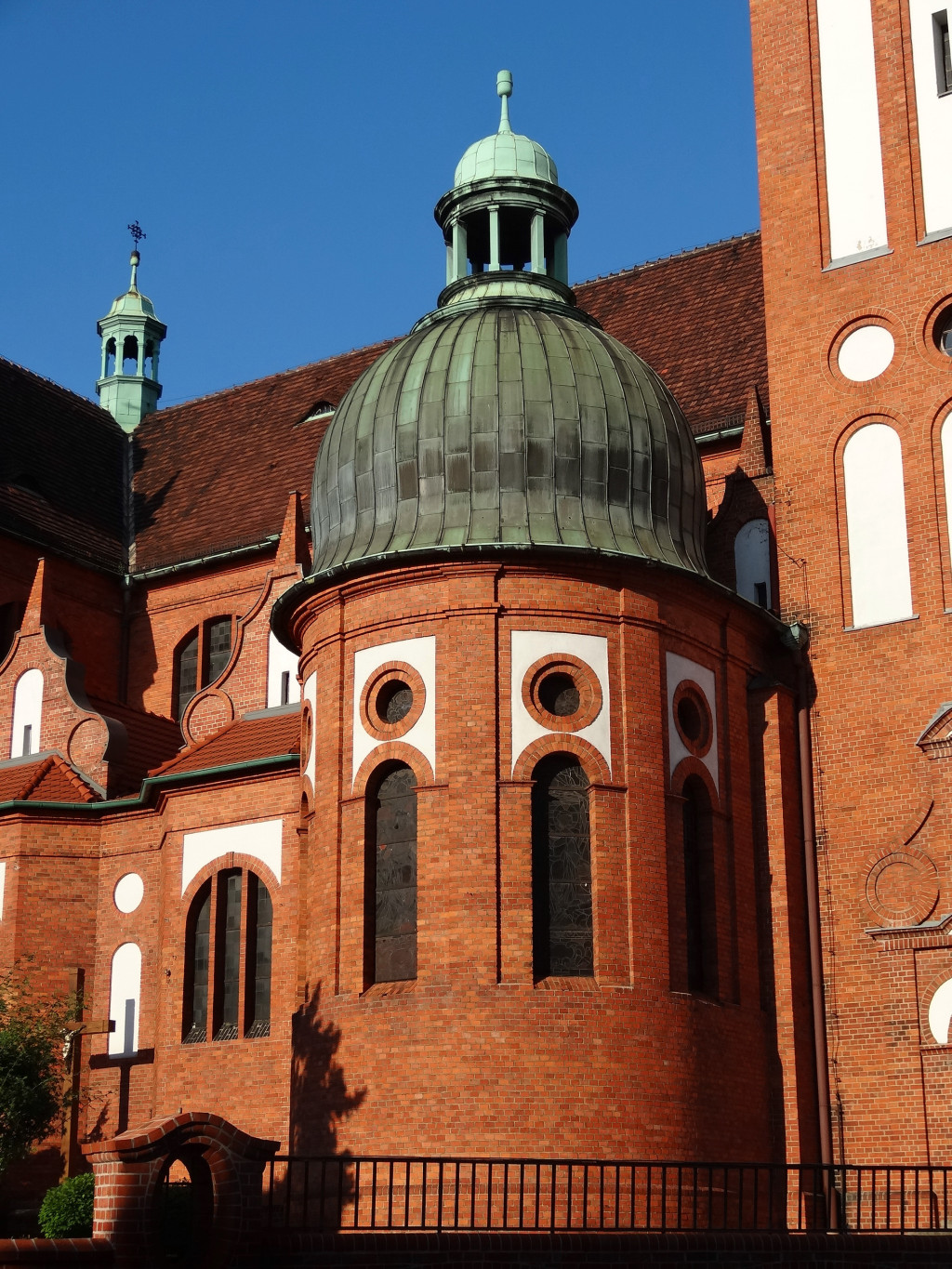
Kopuła kaplicy Matki Boskiej Częstochowskiej
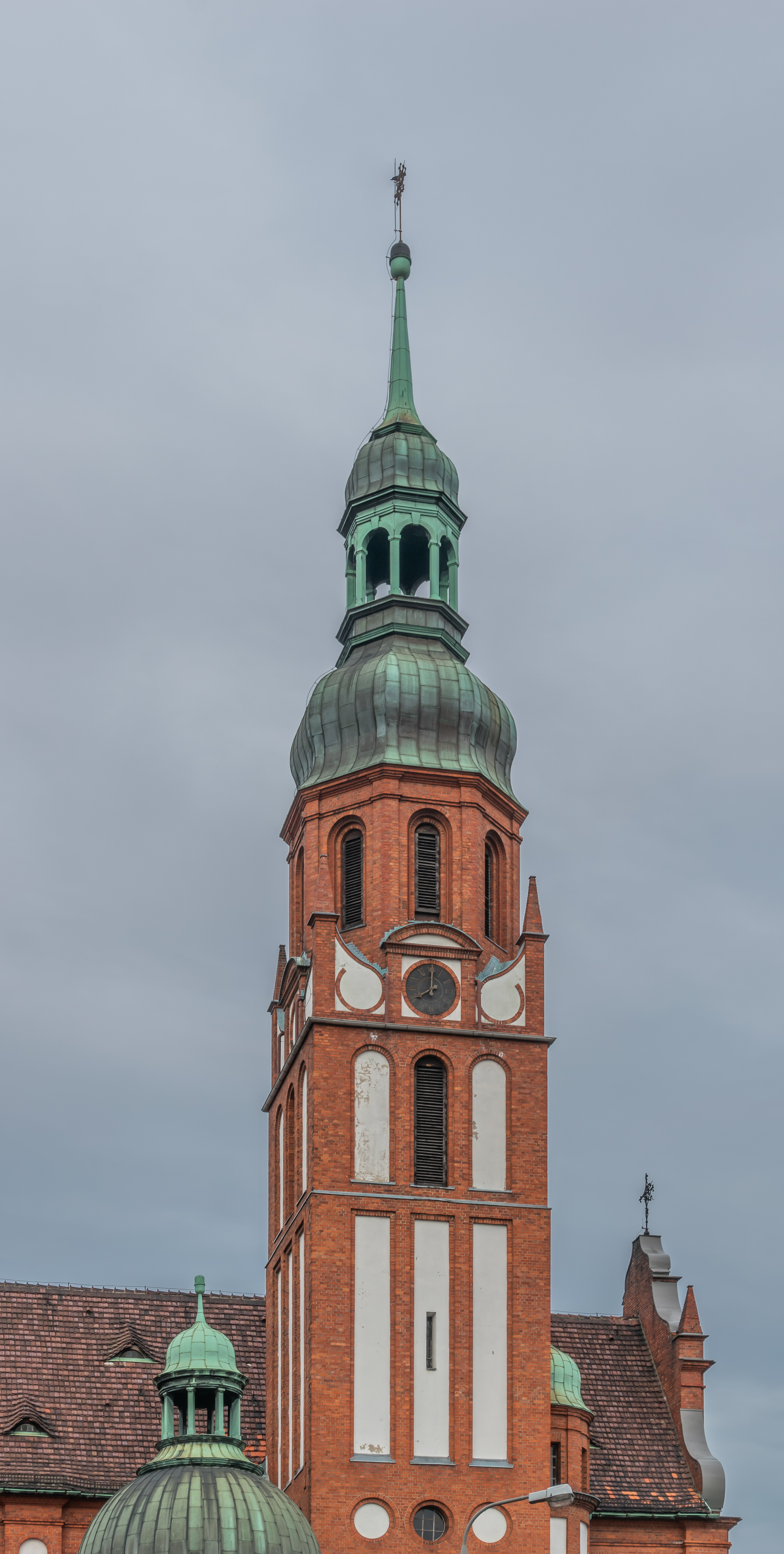
Wieża
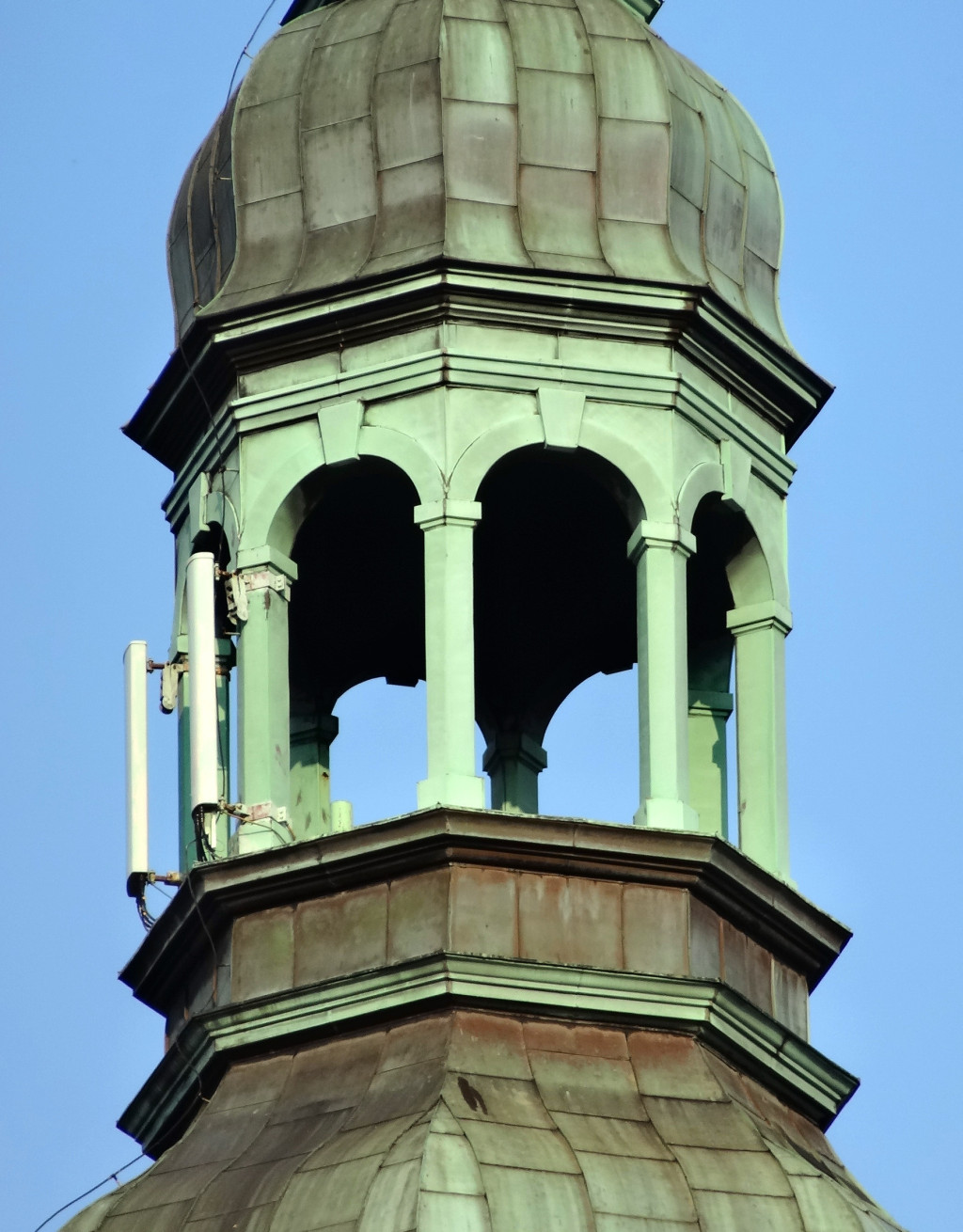
Galeria
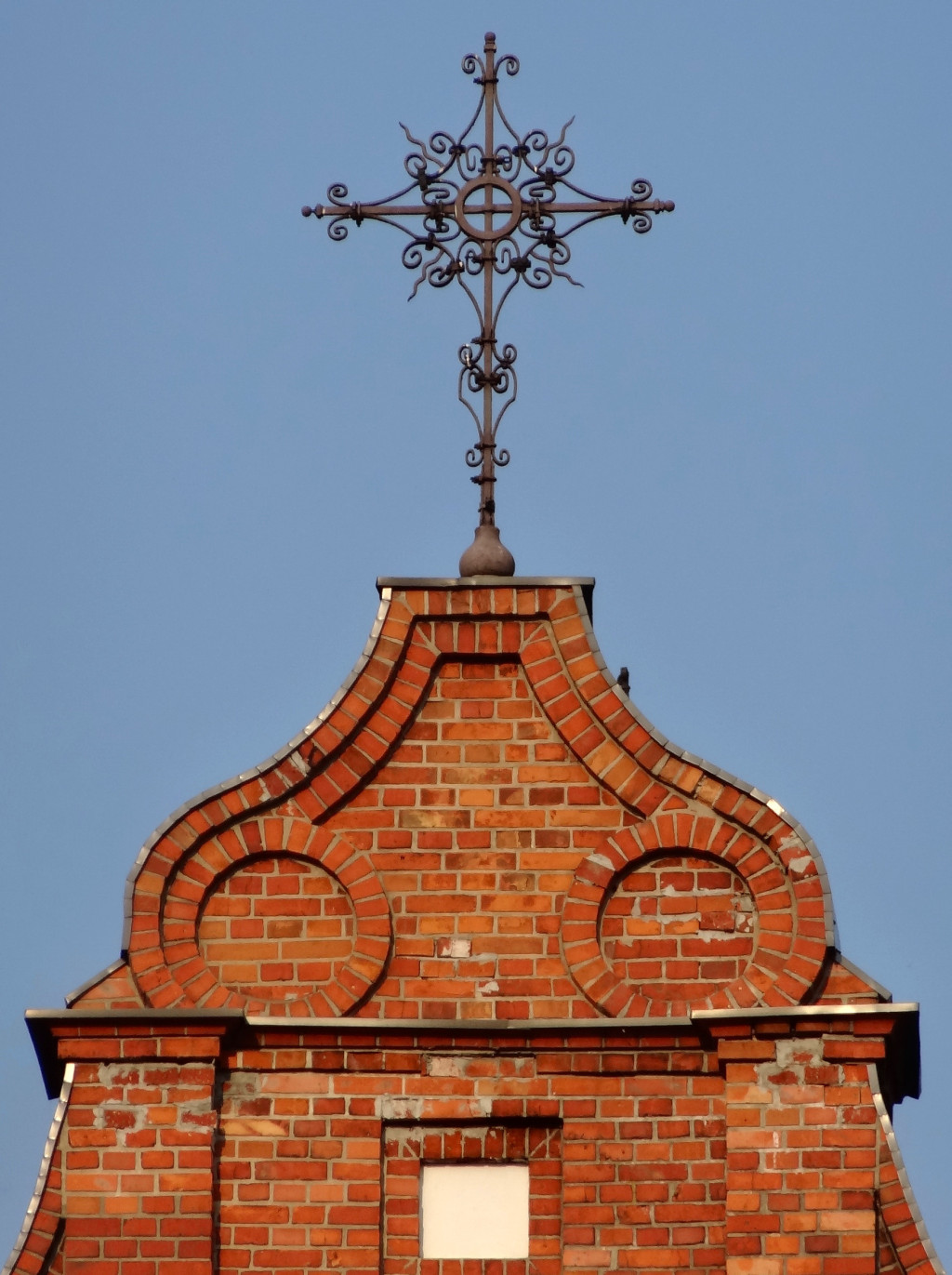
Szczyt
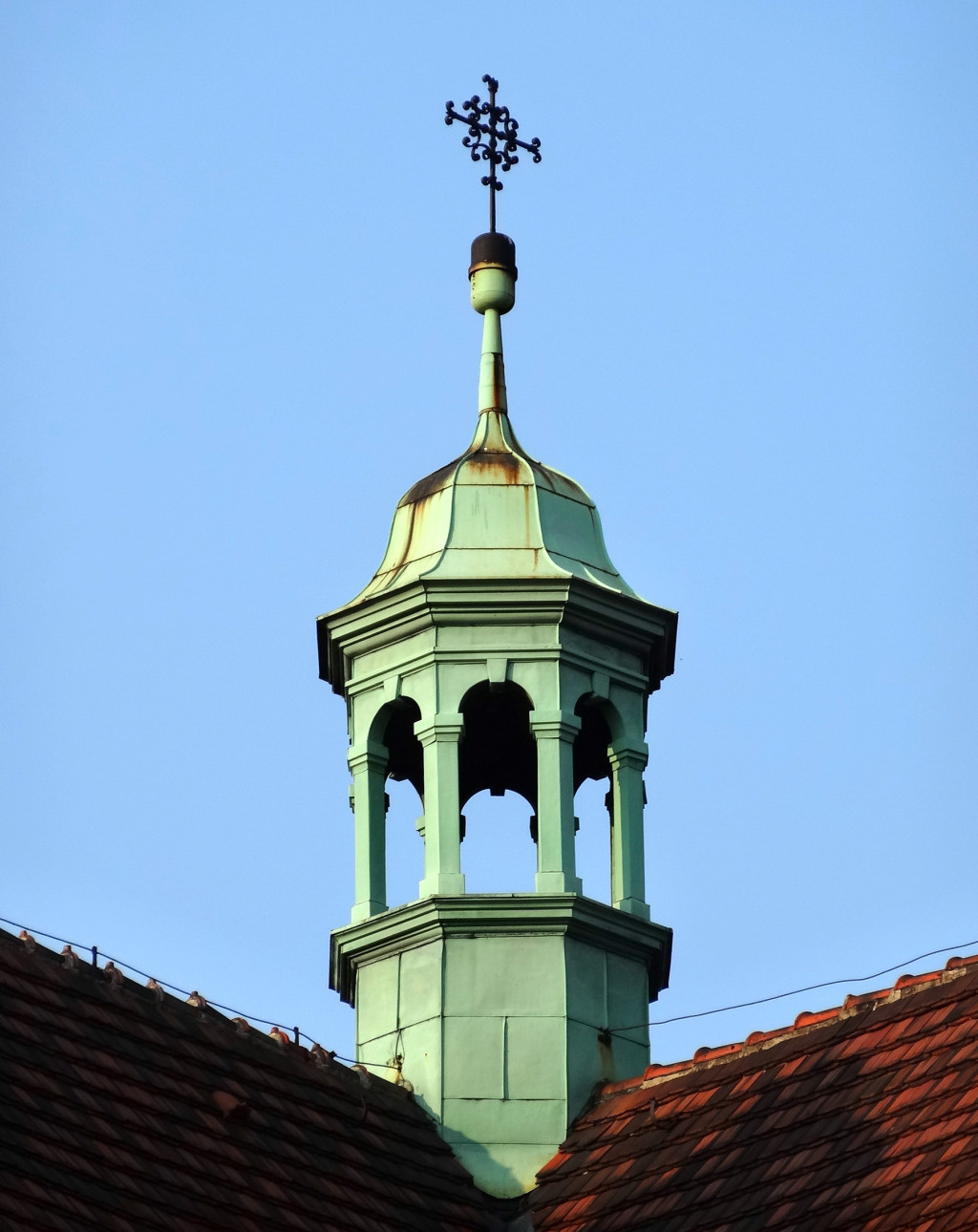
Syngaturka
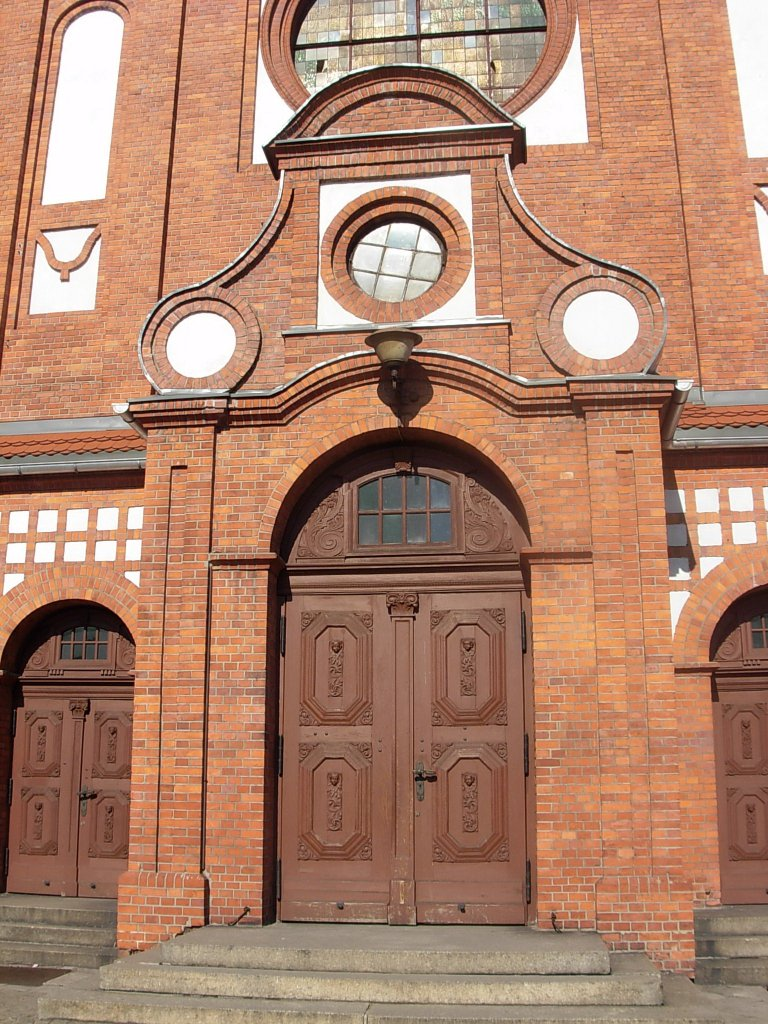
Portal
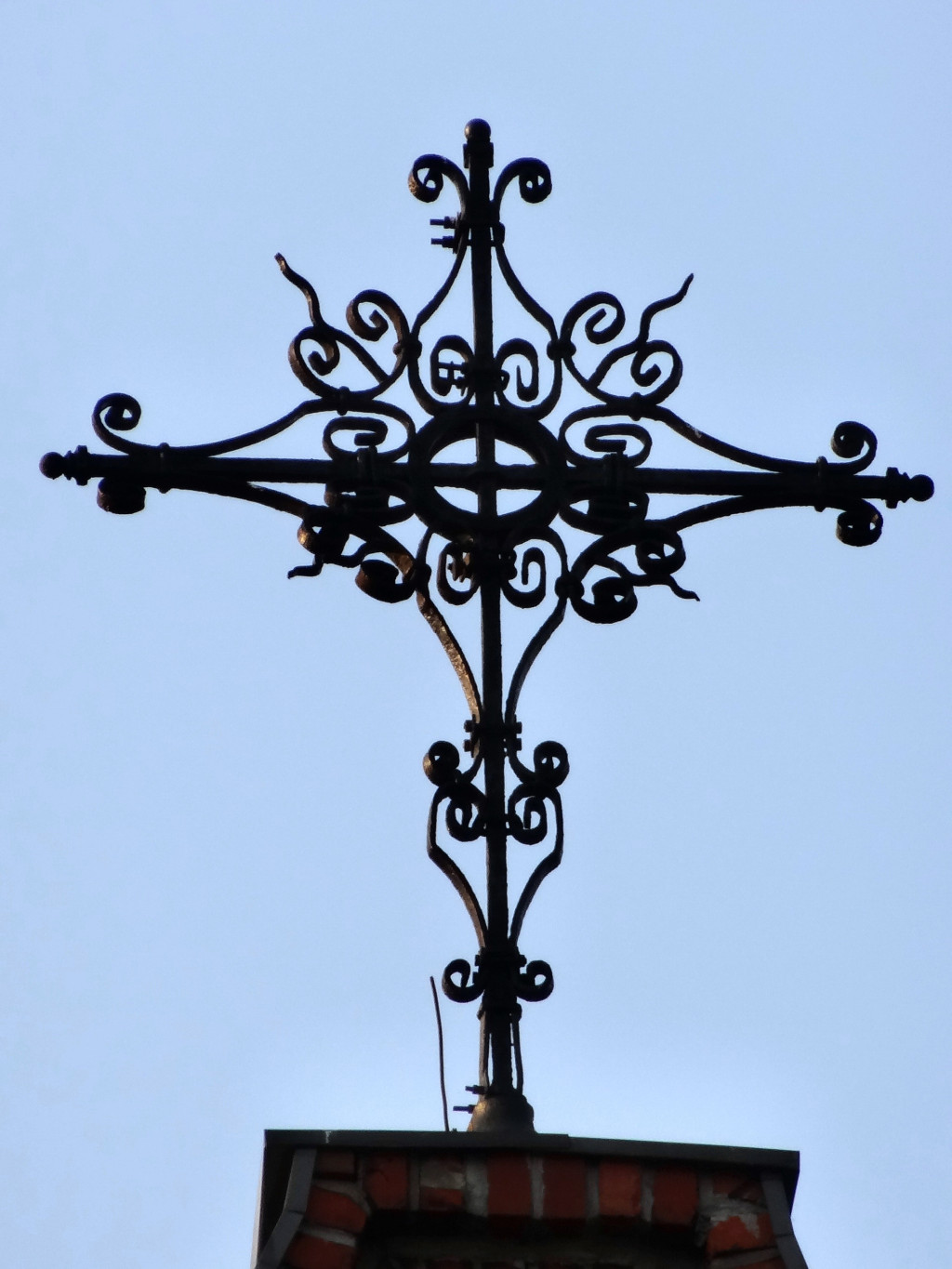
Krzyż